# Witchampton
Witchampton è un villaggio e parrocchia civile dell'Inghilterra, appartenente alla contea del Dorset.